# Jauniūnai
Jauniūnai è un insediamento del distretto di Širvintos della contea di Vilnius, nell'est della Lituania. Secondo il censimento del 2011, la popolazione ammonta a 165 abitanti. Vicina alla strada maestra A2 e all'europea E272, Jauniūnai ha una stazione di compressione del gas naturale, motivo per cui il sito è stato scelto come punto di arrivo dell'ancora in corso di realizzazione gasdotto tra Lituania e Polonia.